# Don't Hurt Me, My Healer!
Одна морока з тією цілителькою (яп. このヒーラー、めんどくさい, Kono Hīrā, Mendokusai, This Healer's a Handful) — фентезійна комедійна манґа авторства Таннен ні Хакко. Вона публікується онлайн на сайті ComicWalker від Kadokawa з липня 2019 року та зібрана у вісім томів танкобонів. Аніме-адаптація від студії Jumondou транслювалася з квітня по червень 2022 року.

## Сюжет
У фентезійному світі, де відважні авантюристи борються з монстрами та лиходіями, герої та їхні групи зазвичай покладаються на підтримку цілителя. Алвін, авантюрист у повному обладунку, який прагне здобути славу, зустрічає темну ельфійку на ім'я Карла, що називає себе цілителькою. Проте її закляття та поведінка приносять йому більше шкоди, ніж користі, а після того як вона «випадково» накладає на Алвіна прокляття, їм доводиться подорожувати разом.

## Персонажі
Карла (яп. カーラ, Kāra)
Сейю: Агурі Оніші
Темна ельфійка, яка називає себе жрицею й навіть носить відповідний одяг, проте більшість її заклять і дій більше нагадують темну магію або прокляття. Вона навіть може вибити зачинені двері ударом плеча в стилі Бадзіцюань. Однак вона володіє нетрадиційною цілющою магією, рятуючи Алвіна та інших у критичних ситуаціях. Після того як вона «випадково» накладає на Алвіна прокляття під час їхньої першої зустрічі, Карла стверджує, що вони помруть, якщо опиняться надто далеко один від одного, змушуючи їх подорожувати разом.
Алвін (яп. アルヴィン, Aruvin)
Сейю: Такуя Сато
Озброєний шукач пригод, обличчя якого ніколи не показують – воно завжди сховане під шоломо або іншим предметом. Попри свій зовнішній вигляд, він виявляється доволі слабким і стверджує, що може впоратися лише з кількома слаймами одночасно. Навіть анкета на вступ до Гільдії авантюристів висміює його слабкість. Під час мандрів Алвін найчастіше відіграє роль цукомі у відповідь на витівки боке Карли.
Гриб (яп. キノコ, Kinoko) / Ортегая (яп. オルテガイア, Orutegaia)
Сейю: Асуна Томарі
Розумний гриб, якого Карла та Алвін зустрічають у своїх пригодах.
Майже Ведмідь (яп. オオムネクマ, Ōmune Kuma)
Сейю: Хіроші Широкума
Перший противник, з яким стикається Алвін. Після поразки вона дозволяє Алвіну та Карлі залишитися у своїй хатині, поки той не одужає.
Бик (яп. 牛, Gyū)
Сейю: Шов Хаямі
«Бос» Початкового підземелля. Його більше цікавить створення веселої смуги перешкод для початківців, ніж битви.
Марія Дезфлейм (яп. マリア・デスフレイム, Maria Desufureimu)
Сейю: Саорі Хаямі
Добросердечна некромантка, яка прагне допомогти душі своєї померлої сестри знайти спокій. На відміну від Карли, вона більше схожа на справжню цілительку, хоч і використовує темну магію.

## Медіа

### Манґа
«Don't Hurt Me, My Healer!» написана та проілюстрована Таннен ні Хакко. Серіалізація манґи розпочалася 31 липня 2019 року на сайті ComicWalker від Kadokawa. Пізніше, 5 жовтня 2020 року, вона також почала виходити в журналі Monthly Comic Flapper від Media Factory. Перші два томи були випущені у друкованому форматі видавництвом Kadokawa Shoten між лютим і вереснем 2020 року, після чого з третього тому, що вийшов у квітні 2021 року, публікацію взяла на себе Media Factory. Станом на вересень 2024 року випущено вісім томів танкобонів.

#### Список манґи
| № | Дата виходу     | ISBN                   |
| - | --------------- | ---------------------- |
| 1 | 21 лютого 2020  | ISBN 978-4-04-064165-2 |
| 2 | 23 вересня 2020 | ISBN 978-4-04-064905-4 |
| 3 | 23 квітня 2021  | ISBN 978-4-04-680354-2 |
| 4 | 22 жовтня 2021  | ISBN 978-4-04-680808-0 |
| 5 | 22 квітня 2022  | ISBN 978-4-04-681337-4 |
| 6 | 23 січня 2023   | ISBN 978-4-04-681800-3 |
| 7 | 20 жовтня 2023  | ISBN 978-4-04-682942-9 |
| 8 | 21 вересня 2024 | ISBN 978-4-04-683946-6 |

### Аніме
У квітні 2021 року Kadokawa оголосила про аніме-адаптацію. Серіал був створений студією Jumondou під керівництвом Нобуакі Наканіші, сценарій написав Фуміхіко Шімо, дизайн персонажів розробила Чісато Кікунага, а музику склав Сатоші Ігараші. Аніме транслювалося з 10 квітня по 26 червня 2022 року на AT-X, Tokyo MX, Kansai TV та BS11. Відкриваюча пісня: «До тебе, схожого на медузу» (яп. ジェリーフィッシュな君へ, Jellyfish na Kimi e) у виконанні Агурі Оніші. Закриваюча пісня: «HERO in HEALER» у виконанні Оніші, Такуї Сато та Асуни Томарі. Серіал транслювався на Crunchyroll.

#### Список серій
| № серії | Назва серії | Режисер(и)       | Сценарист(и)  | Storyboarded by  | Оригінальна дата показу |
| ------- | --- | ---------------- | ------------- | ---------------- | ----------------------- |
| 1       | «That's the Deal with Episode 1» Транслітерація: «Sonna Daiichiwa» (яп. そんな第一話)                                          | Нобуакі Наканіші | Фуміхіко Шімо | Нобуакі Наканіші | 10 квітня 2022          |
| 2       | «That's the Deal with Episode 2» Транслітерація: «Sonna Dainiwa» (яп. そんな第二話)                                            | Рюкі Каміцубо    | Фуміхіко Шімо | Рюкі Каміцубо    | 17 квітня 2022          |
| 3       | «That's the Deal with Episode 3» Транслітерація: «Sonna Daisanwa» (яп. そんな第三話)                                           | Сусуму Ямамото   | Фуміхіко Шімо | Хітомі Езое      | 24 квітня 2022          |
| 4       | «That's the Deal with Episode 4» Транслітерація: «Sonna Daiyonwa» (яп. そんな第四話)                                           | Кіото Накадзіма  | Фуміхіко Шімо | Наґіса Міядзакі  | 1 травня 2022           |
| 5       | «That's the Deal with Episode 5» Транслітерація: «Sonna Daigowa» (яп. そんな第五話)                                            | Юї Кобе          | Юка Ямада     | Кудзі Хорі       | 8 травня 2022           |
| 6       | «That's the Deal with Episode 6» Транслітерація: «Sonna Dairokuwa» (яп. そんな第六話)                                          | Шунджі Йошида    | Юка Ямада     | Наґіса Міядзакі  | 15 травня 2022          |
| 7       | «That's the Deal with Episode 7» Транслітерація: «Sonna Dainanawa» (яп. そんな第七話)                                          | Кім Сун Док      | Юка Ямада     | Дзюнічі Саката   | 22 травня 2022          |
| 8       | «That's the Deal with Episode 8» Транслітерація: «Sonna Daihachiwa» (яп. そんな第八話)                                         | Кіото Накадзіма  | Фуміхіко Шімо | Ісе Мугіно       | 29 травня 2022          |
| 9       | «That's the Deal with Episode 9» Транслітерація: «Sonna Daikyūwa» (яп. そんな第九話)                                           | Масахіро Окамура | Юка Ямада     | Масахіро Окамура | 5 червня 2022           |
| 10      | «That's the Deal with Episode 10» Транслітерація: «Sonna Daijūwa» (яп. そんな第十話)                                           | Сюдзі Міядзакі   | Фуміхіко Шімо | Кенічі Імаїдзумі | 12 червня 2022          |
| 11      | «That's the Deal with Episode 11» Транслітерація: «Sonna Daijūichiwa» (яп. そんな第十一話)                                     | Шунджі Йошида    | Фуміхіко Шімо | Ісе Мугіно       | 19 червня 2022          |
| 12      | «That's the Deal with Episode 12 (Final Episode)» Транслітерація: «Sonna Daijūniwa (Saishūkai)» (яп. そんな第十二話（最終回）) | Нобуакі Наканіші | Фуміхіко Шімо | Нобуакі Наканіші | 26 червня 2022          |